# Brigitt Petry
Brigitte „Brigitt“ Petry (* 14. März 1943 in Berlin; † 28. April 1971 in Dortmund) war eine deutsche Sängerin, Schauspielerin und Komponistin. Sie war in den 1960er Jahren vor allem als Schlagersängerin bekannt.
Durch einen Druckfehler auf der Polydor-Single 52691 (1966) wurde aus „Brigitte Petry“ „Brigitt Petry“.

## Leben
Brigitt wuchs in Berlin auf. Nach der Schule besuchte sie das Konservatorium in Halle (Saale) und Berlin. Dann wurde sie als Jazz- und Schlagersängerin in der damaligen DDR bekannt. Konzerte führten sie nach Warschau, Moskau und Bukarest. 1965 kam sie über Jugoslawien und Österreich in die Bundesrepublik Deutschland und wirkte zunächst als Komponistin und Texterin.
1966 nahm sie an den Deutschen Schlager-Festspielen in Baden-Baden teil und erreichte mit dem Lied So alt wie die Welt einen beachtlichen 4. Platz. Danach war Brigitt auch als Sängerin in zahlreichen Fernsehsendungen und in zwei Spielfilmen zu sehen. Sie trat auch mit Jack White als Duo auf. 1970 sang sie auf der EXPO in Osaka.
Am 28. April 1971 fuhr sie mit ihrem Auto auf der Bundesstraße 1 bei Dortmund gegen einen Betonmast und erlag ihren Verletzungen.

## Diskografie
- dann wird Liebe aus der Liebelei / Teddy, Teddy, Teddy (Amiga, 1962)
- I Saw Linda Yesterday / Chattanooga Choo Choo / Queen For To-Night / Shimmy Baby (Pronit 1962)
- When The Saints Go Marshing In / Swinging School (Pronit 1962)
- What You... Gone To Do / I'll Try To Sing The Blues / Blues For Me / O What A Wonderful Feeling (Polskie Nagrania Muza 1963)
- Blue Beat / Das Haus im Westen / Shake It Easy Baby / Down Town (Electrecord Romania, 1965)
- Jeder geht einmal den Weg in das Glück / Sunny-Honey-Boy (Polydor 1965)
- Brigitte Petry Și Formația Richard Oschanitzky - Seria Jazz Nr.2, 10" LP, (Electrecord 1966)
- Vergessen / Da kam der and're Mann (Polydor 1966)
- So alt wie die Welt / So vergehn'n die schönen Jahre (Polydor 1966)
- Lonely Moon / Sie sind so wie wir (Polydor 1966)
- Wenn die Glocken läuten / Kannst Du verzeihn? (Polydor 1967)
- I Love You (Was kann ich denn dafür) / Das goldene Band (mit Jack White, Polydor 1967)
- Hey, Hey Boy / Traumland (Polydor 1968)
- Lass die Hände von Bill Bailey / da beisst ein Goldfisch an (EMI 1968)
- Da beißt ein Goldfisch an, ein Cover von Aynsley Dunbar Retaliations "Watch 'n' Chain", war der Soundtrack für die deutsche Komödie "Vorsicht vor Leuten" von Arne Feldhusen.
- Babuschka / Ich hab' meine Flügel verloren heute Nacht (EMI 1969)
- Komm her und lieb mich / Es tut mir weh (EMI 1969)
- Lovebutton / Hey Little Girl (EMI 1970)

Erfolgstitel sind fettgedruckt.

## Filmografie (Auswahl)
- 1967: Il bello, il brutto, il cretino